# Friedenskirche (Liblar)
Die Friedenskirche im Erftstädter Ortsteil Liblar ist eine evangelische Kirche, deren Bau 1925/26 durch das Anwachsen der Bevölkerung Liblars durch die Braunkohleindustrie, insbesondere durch die Grube Donatus in Oberliblar notwendig wurde. Ähnlich war die Entwicklung für die römisch-katholische Kirche St. Barbara. Das Bauwerk steht unter Denkmalschutz. 1949 wurde die Gemeinde, die heute Friedenskirchengemeinde heißt und zum Kirchenkreis Köln-Süd der Evangelischen Kirche im Rheinland gehört, von Brühl unabhängig. Zu ihr gehören die Evangelischen, die in Liblar, Bliesheim, Frauenthal und Köttingen wohnen. Zurzeit sind das etwa 4600 Seelen.

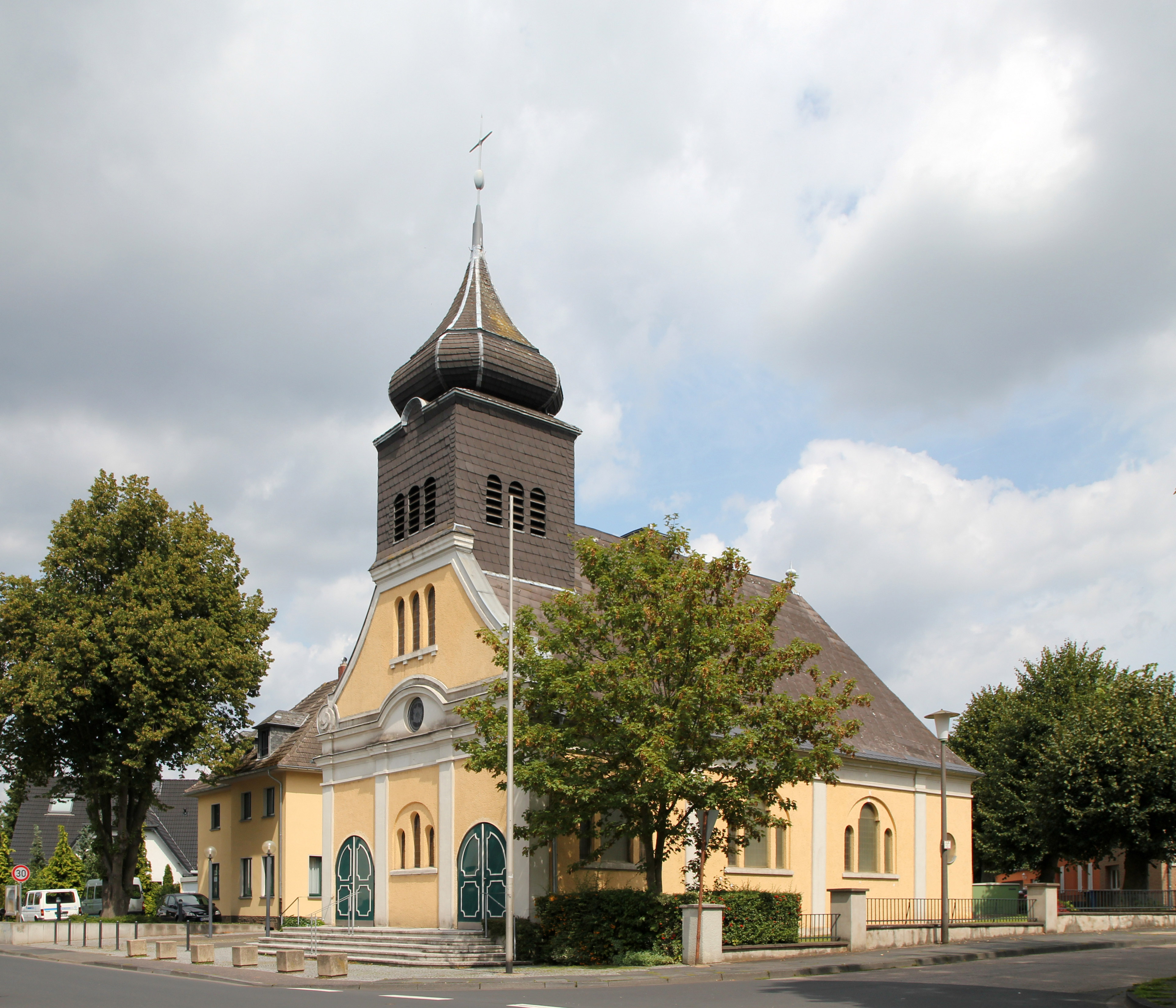
Friedenskirche

## Vorgeschichte
Die Bevölkerung im Kölner Umland war historisch bedingt katholisch geprägt. Die wenigen Evangelischen in der Diaspora (1878: 380 Seelen) wurden seit 1851 von der Muttergemeinde in Brühl betreut, deren Bereich außer der preußischen Garnisonsstadt von Rondorf, Wesseling bis Hersel und von Sechtem bis Hermülheim und (Alt)-Hürth sowie von Weilerswist über Lechenich bis Gymnich reichte. Um 1900 betrug die Zahl der Gemeindeglieder bereits etwa 1700, sodass der Pfarrer in den entfernteren Gemeindeteilen Konfirmandenunterricht und reihum einen monatlichen Gottesdienst in den zuerst eingerichteten evangelischen Schulen oder sogar Privathäusern abhielt. Auf dem Höhepunkt der Industrialisierung im Revier vor und nach dem Ersten Weltkrieg wurden für Wesseling (1914), Knapsack (Barackenkirche 1921) und eben auch für den Bereich südwestlich der Ville in Liblar Kirchen geplant (→ Liste der Kirchen im Kirchenkreis Köln-Süd). Für (Ober-)Liblar, wo seit 1910 eine evangelische Volksschule bestand, wurde bereits 1911 ein Kirchbauverein mit anfänglich 40 Mitgliedern gegründet, der aber nach dem Krieg erst 1929 wieder in Schwung kam mit über 160 Mitgliedern. Gottesdienst wurde erst in der Schule, dann durch Entgegenkommen der Grubenleitung in der Kantine der Grube Donatus und zuletzt im vornehmeren Beamtenkasino gehalten. Sommerfeste konnte man meist im Gestüt Römerhof feiern, der Gutsverwalter Hellberg war Gemeindeglied. Nachdem durch einen günstigen Verkauf durch die Rheinische AG für Braunkohlenbergbau und Brikettfabrikation ein Grundstück am Schlunkweg erworben und die Finanzierung der Baukosten von 65.000 Reichsmark durch Industriespenden, Schenkungen, einen Zuschuss des Gustav-Adolf-Vereins und der Rheinischen Provinzialsynode der Kirche der Altpreußischen Union und ein Darlehen der Muttergemeinde von 10.000 Mark gesichert schien, konnte der Bau in Angriff genommen werden.

## Bau
Als Architekt und Bauleiter stellte sich der Werksarchitekt Deichmann, auch er Gemeindeglied und Mitglied des Bauvereins, unentgeltlich und ehrenamtlich zur Verfügung. Am 20. September 1925 fand bei halbfertigem Rohbau die Grundsteinlegung statt unter Anwesenheit des gesamten Brühler Presbyteriums und etwa 450 Mitgliedern aus Liblar und der Umgegend. Es sangen die Kirchenchöre aus Liblar, Brühl und Knapsack, und der Posaunenchor der Nachbargemeinde Frechen übernahm die Musikbegleitung. Am 20. Juni 1926 konnte Kirchweihe gefeiert werden, die Generalsuperintendent der Rheinischen Provinzialsynode, Karl Klingemann, im Beisein vieler Ehrengäste vollzog. Die Mutterkirche stiftete zur Ausstattung noch das Altarkreuz, die Leuchter sowie die eine der bei der Ablieferung im Krieg übrig gebliebenen Rincker-Bronzeglocken von 1888 der Brühler Christuskirche, die zum 75-jährigen Gemeindejubiläum 1926 ein neues abgestimmtes Bronze-Geläut, wieder von der Glocken- und Kunstgießerei Rincker bekam. Die Liblarer Frauenhilfe stiftete Altardecken und Paramente. Die Betreuung des Gemeindebezirks erfolgte bis zur Einrichtung einer eigenen Pfarrstelle 1949 hauptsächlich durch den Brühler Vikar oder Hilfsprediger (Pfarrer zur Anstellung).

## Beschreibung
Das einschiffige verputzte Bauwerk wurde als Saalkirche im neubarocken Stil errichtet. Zwischen den die Außenwand gliedernden Lisenen sind an den Seiten in einem rundbogigen Feld Drillingsfenster angeordnet. Zwei rundbogige Eingänge befinden sich an der Westseite. Der Schweifgiebel reicht bis zum fast quadratischen wuchtigen Dachreiter auf dem hohen schiefergedeckten Dach. Der Dachreiter hat seitlich jeweils drei nebeneinander angeordnete Schallfenster und eine geschweifte Haube. Ein stark profiliertes umlaufendes Gebälk zwischen Saalbau und Dach hebt die beiden Bauteile voneinander ab.

## Heutige Ausstattung
Im Jahre 2000 konnte eine neue Orgel von der Firma Förster & Nicolaus Orgelbau mit 14 Registern auf zwei Manualen und Pedal angeschafft werden.